# رود سولفور
رود سولفور (به انگلیسی: Sulphur River) رودی به‌طول ۱۷۵ مایل (۲۸۲ کیلومتر) است که در ایالات متحده آمریکا جریان دارد.